# Wolfgang Blanke
Wolfgang Blanke (* 8. April 1948 in Münster, Westfalen) ist ein deutscher Künstler und Autor.

## Leben
Von 1966 bis 1971 war Blanke mit Unterbrechungen als Seemann bei Hapag-Lloyd beschäftigt. Den Rest des Jahres 1971 nahm er Unterricht an der Akademie der Bildenden Künste bei Peter Burger. Zwischen 1972 und 1975 arbeitete er am Fachbereich für Kunst- und Werkerziehung, Kunstgeschichte und Archäologie an der Universität Mainz. 1985 war er an der Galerie und Atelier „La Pastourelle“ tätig. In den Jahren 1990 bis 1992 lebte er auf der Segelyacht „Sakura“ und legte in dieser Zeit die Strecke von Myra nach Mülhausen (Elsass) zurück. Von 1994 bis 2002 arbeitete er als Kunstlehrer am Goethe-Gymnasium Germersheim. Danach nahm er Abschied vom Schuldienst. Von 2003 bis 2004 unternahm er eine Segeltour auf seiner Yacht „Duet“ von New York City bis auf die Bahamas.
Blanke malt gegenständlich, seine Motive sind neben Stillleben, vor allem Landschaften, figurenreiche Stadt- und Strandbilder, sowie Darstellungen von Küste und Meer.
Blanke arbeitet in seinen Bildern mit Materialien, die er ausschließlich aus Rohstoffen, Pigmenten und verschiedenen Bindemitteln wie Kasein, Leim, Gummi, Naturharz, Ölen, Wachs oder Kunststoff herstellt. Er benutzt keine industriell hergestellten Farben.
Blanke lebt seit 2016 in Wiesbaden.

## Ausstellungen (Auswahl)
- 1969 Rathaus Paderborn
- 1975 Paula Modersohn-Becker Museum, Bremen
- 1980 Villa Streccius, Landau
- 1983 Zehnthaus, Jockgrim
- 1993 Villa Böhm, Neustadt an der Weinstraße und Schloss Ettlingen
- 1996 Galerie der Stadt Stuttgart
- 1998 Galerie Aktuaryus, Straßburg
- 2005 Kunstverein Germersheim
- 2007 Galerie Grawitz, Galerie Schäfer, beide Wiesbaden
- 2009 Frauenbilder in der Galerie Kulturraum, Speyer
- 2010 Galerie Eigenart Karlsruhe
- 2011 Galerie Dessers, Keerbergen, Belgien, Thalhaus Galerie, Wiesbaden
- 2012 Atelier und Künstler einjuriert für Ladenburg
- 2013 Kunstverein Tauberbischofsheim, Rhein-Neckarkreis Weinheim, Kreishaus Landau.
- 2014 Kulturraum, Speyer.
- 2015 Galerie Schortgen Luxembourg
- 2016 Galerie Dessers-Beeck, Belgien
- 2017 Galerie H22, Wiesbaden
- 2018 Galerie Kulturraum, Speyer

## Film/TV
- 1989 Film im ZDF
- 1991 Film im Kulturkanal K3

## Werke
- Malen mit Pigmenten und variablen Bindemitteln. Knaur, 2003. ISBN 3-42666956-0
- Aussteigen oder Von der Philosophie des Fahrtensegelns. Delius Klasing, 1998. ISBN 3-76881023-2
- Segeln USA und Bahamas. BOD, 2007. ISBN 978-3-83349903-6